# Бальбух, Вадим Петрович
Вадим Петрович Бальбух (бел. Вадзім Пятровіч Бальбух; род. 4 мая 1993, Стаханов, Луганская область) — белорусский футболист, полузащитник клуба «Белшина».

## Клубная карьера
Воспитанник ДЮСШ «Белшина». В 2010 году начал выступать за дубль клуба. В 2014 году стал привлекаться до основной команды. В Высшей лиге дебютировал 31 августа 2014 года в матче против «Минска» (1:0), выйдя на замену в концовке игры. Больше за «Белшину» он не играл и покинул команду в сезона.
В сезоне 2015 выступал в Первой лиге за «Слоним», отыграв все 30 матчей чемпионата. В начале 2016 года был на просмотре в светлогорском «Химике», но сезон начал во Второй лиге в составе «Осипович». В августе 2016 года перешёл в пинскую «Волну», с которой выиграл Вторую лигу. В сезоне 2017 года был одним из основных игроков клуба в Первой лиге.
В феврале 2018 года он был на просмотре в столичном клубе «Крумкачы», но не подошёл и вскоре продлил контракт с «Волной». В июле по соглашению сторон покинул пинский клуб и перешёл в «Сморгонь». Но за сморгоньскую команду он сыграл всего два матча и покинул команду в конце сезона.
С 2019 по 2020 года выступал за светлогорский «Химик», где был игроком основного состава. В начале 2021 года присоединился к «Орше».
В декабре 2023 года появилась информация, что футболист станет игроком «Молодечно-2018».

## Статистика
| Сезон    | Дивизион | Клуб                | Матчи | Голы |
| -------- | -------- | ------------------- | ----- | ---- |
| 2010     | дубль    | Белшина             | 13    | 0    |
| 2011     | дубль    | Белшина             | 32    | 4    |
| 2012     | дубль    | Белшина             | 19    | 0    |
| 2013     | дубль    | Белшина             | 14    | 0    |
| 2014     | Д1       | Белшина             | 1     | 0    |
| 2015     | Д2       | Слоним              | 30    | 1    |
| 2016 (1) | Д3       | Осиповичи           | 12    | 4    |
| 2016 (2) | Д3       | Волна (Пинск)       | 12    | 3    |
| 2017     | Д2       | Волна (Пинск)       | 27    | 4    |
| 2018 (1) | Д2       | Волна (Пинск)       | 13    | 1    |
| 2018 (2) | Д2       | Сморгонь            | 2     | 0    |
| 2019     | Д2       | Химик (Светлогорск) | 27    | 1    |
| 2020     | Д2       | Химик (Светлогорск) | 24    | 2    |

## Достижения
- Чемпион Второй лиги Беларуси: 2016